# Cladonia botryocarpa
Cladonia botryocarpa är en lavart som beskrevs av G. Merr. Cladonia botryocarpa ingår i släktet Cladonia och familjen Cladoniaceae.   Inga underarter finns listade i Catalogue of Life.